# Asceua zodarionina
Asceua zodarionina är en spindelart som först beskrevs av Simon 1907.  Asceua zodarionina ingår i släktet Asceua och familjen Zodariidae. Inga underarter finns listade i Catalogue of Life.